# Дуб черешчатий (Полтава, Грицаєнка, 10)
Дуб черешчатий — ботанічна пам'ятка природи місцевого значення в Україні. Розташована в місті Полтаві, за адресою проспект Віталія Грицаєнка, 10.
Площа — 0,01 га. Статус присвоєно згідно з рішенням облвиконкому від 13.12.1975 року № 531. Перебуває у віданні Комунального підприємства «Декоративні культури» Полтавської міської ради.
Статус присвоєно для збереження вікового екземпляра дуба звичайного (Quercus robur) віком близько 250 років. Обхват на висоті 1,3 м у 1965 році становив 253 см; у 2021 році — 364 см. 
Описаний у «Інвентаризаційному описі дубів» 1965—1968 років члена міського товариства охорони природи Степана Пащенка.